# Социалистическа партия (френскоезична Белгия)
Вижте пояснителната страница за други значения на Социалистическа партия.
Социалистическата партия (на френски: Parti Socialiste, PS) е белгийска социалдемократическа партия, активна главно сред френскоезичната общност. Членува в Партията на европейските социалисти и в Социалистическия интернационал. Лидер на партията е Елио Ди Рупо.
Партията е образувана през 1978 година след разделянето на езиков принцип на Белгийската социалистическа партия. На федералните избори през 2003 година се представя много добре, но през 2007 година остава втора сред френскоезичните партии по получен брой гласове след Реформаторското движение. Към 2008 година тя участва във федералното правителство на Ив Льотерм, а нейни представители оглавяват правителствата на Валония, Столичен регион Брюксел, Френската общност в Белгия и
Немскоезичната общност в Белгия.